# Stefan de Die
Stefan de Die (Goes, 15 juni 1986) is een voormalig Nederlandse zwemmer. Hij is gespecialiseerd op de vrije slag. De Die traint momenteel bij het Nationaal Zweminstituut Amsterdam onder leiding van Martin Truijens. Naast het zwemmen studeert hij Sport, Management & Ondernemen aan de Academie voor Lichamelijke Opvoeding (ALO) in Amsterdam.

## Carrière
De Die begon zijn carrière in het Zeeuwse Terneuzen bij Z&PC de Schelde. Op zijn 17e verhuisde hij naar Amsterdam om te zwemmen en te studeren. Bij de Dolfijn onder trainer Hans Elzerman boekte hij zijn eerste succes door Nederlands kampioen te worden bij de jeugd op de 50 meter vrije slag in 2004. Snel daarna, in 2005, stapte hij over naar de ploeg van Martin Truijens.
In 2007 plaatste hij zich voor het eerst voor een internationaal toernooi, namelijk de Europese kampioenschappen zwemmen 2008 in Eindhoven. Tijdens de time-trials haalde De Die de limiet voor de Olympische Zomerspelen 2008 net niet. Twee maanden later (juni 2008) dook de dan 21-jarige De Die uiteindelijk alsnog onder de Olympische limiet. Deelname aan de Spelen was toen, door het sluiten van de kwalificatie periode, al uitgesloten. In juni plaatste hij zich wel voor de Europese kampioenschappen kortebaan in Kroatië (december 2008). In Rijeka werd hij uitgeschakeld in de halve finales van de 100 meter vrije slag en in de serie van de 50 en de 200 meter vrije slag. Op de 4x50 meter vrije slag eindigde hij samen met Robert Lijesen, Bastiaan Tamminga en Robin van Aggele op de zesde plaats.
Op de Amsterdam Swim Cup 2010 kwalificeerde De Die zich voor de Europese kampioenschappen zwemmen 2010 in Boedapest. In de Hongaarse hoofdstad strandde hij in de series van de 200 meter vrije slag, samen met Joost Reijns, Sebastiaan Verschuren en Bas van Velthoven eindigde hij als zesde op de 4x200 meter vrije slag. Op de Europese kampioenschappen kortebaanzwemmen 2010 in Eindhoven eindigde hij als zesde op de 200 meter vrije slag, daarnaast werd hij uitgeschakeld in de halve finales van de 100 meter vrije slag en in de series van de 50 meter vrije slag. Op de 4x50 meter wisselslag eindigde hij samen met Nick Driebergen, Robin van Aggele en Joeri Verlinden op de vierde plaats. Samen met Jan Kersten, Bas van Velthoven en Robbert Donk zwom hij in de series van de 4x50 meter vrije slag, in de finale eindigden Kersten, van Velthoven en Donk samen met Robin van Aggele op de vijfde plaats.
Op 31 augustus 2011 maakte Stefan de Die bekend zijn carrière als zwemmer te beëindigen, omdat hij geen mogelijkheden zag op kwalificatie voor de Olympische Spelen van 2012.

## Internationale toernooien
| Jaar | Olympische Spelen | WK langebaan  | WK kortebaan  | EK langebaan                             | EK kortebaan |
| ---- | ----------------- | ------------- | ------------- | ---------------------------------------- | --- |
| 2008 | geen deelname     |               | geen deelname | De Die zwom enkel de time-trials         | 38e 50m vrije slag 11e 100m vrije slag 21e 200m vrije slag 6e 4x50m vrije slag                                               |
| 2009 |                   | geen deelname |               |                                          | geen deelname |
| 2010 |                   |               | geen deelname | 26e 200m vrije slag 6e 4x200m vrije slag | 21e 50m vrije slag 9e 100m vrije slag 6e 200m vrije slag 5e 4x50m vrije slag De Die zwom enkel de series 4e 4x50m wisselslag |

## Persoonlijke records
Bijgewerkt tot en met 26 maart 2010

### Kortebaan
| Afstand         | Tijd    | Datum            | Plaats    |
| --------------- | ------- | ---------------- | --------- |
| 50m vrije slag  | 22,33   | 19 december 2008 | Amsterdam |
| 100m vrije slag | 48,06   | 12 december 2008 | Rijeka    |
| 200m vrije slag | 1.45,16 | 20 december 2008 | Amsterdam |

### Langebaan
| Afstand         | Tijd    | Datum         | Plaats    |
| --------------- | ------- | ------------- | --------- |
| 50m vrije slag  | 22,72   | 6 juni 2008   | Eindhoven |
| 100m vrije slag | 49,90   | 29 juli 2009  | Sheffield |
| 200m vrije slag | 1.49,28 | 26 maart 2010 | Amsterdam |